# Лензітес
Лензітес (Lenzites) — рід деревних грибів родини Polyporaceae. Назва вперше опублікована 1835 року.

## Поширення та середовище існування
В Україні зростає лензітес березовий (Lenzites betulina).

## Гелерея

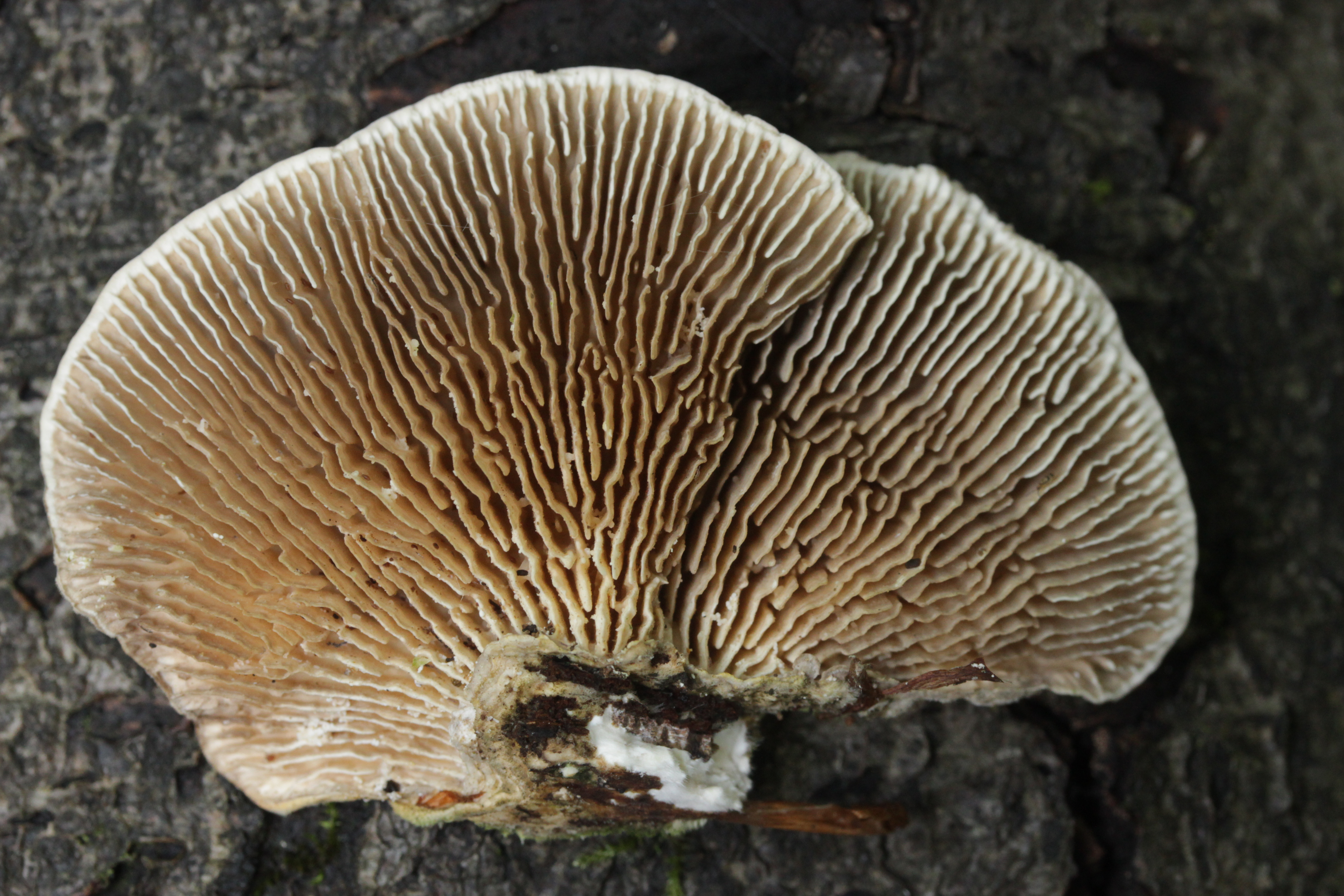
Lenzites betulina
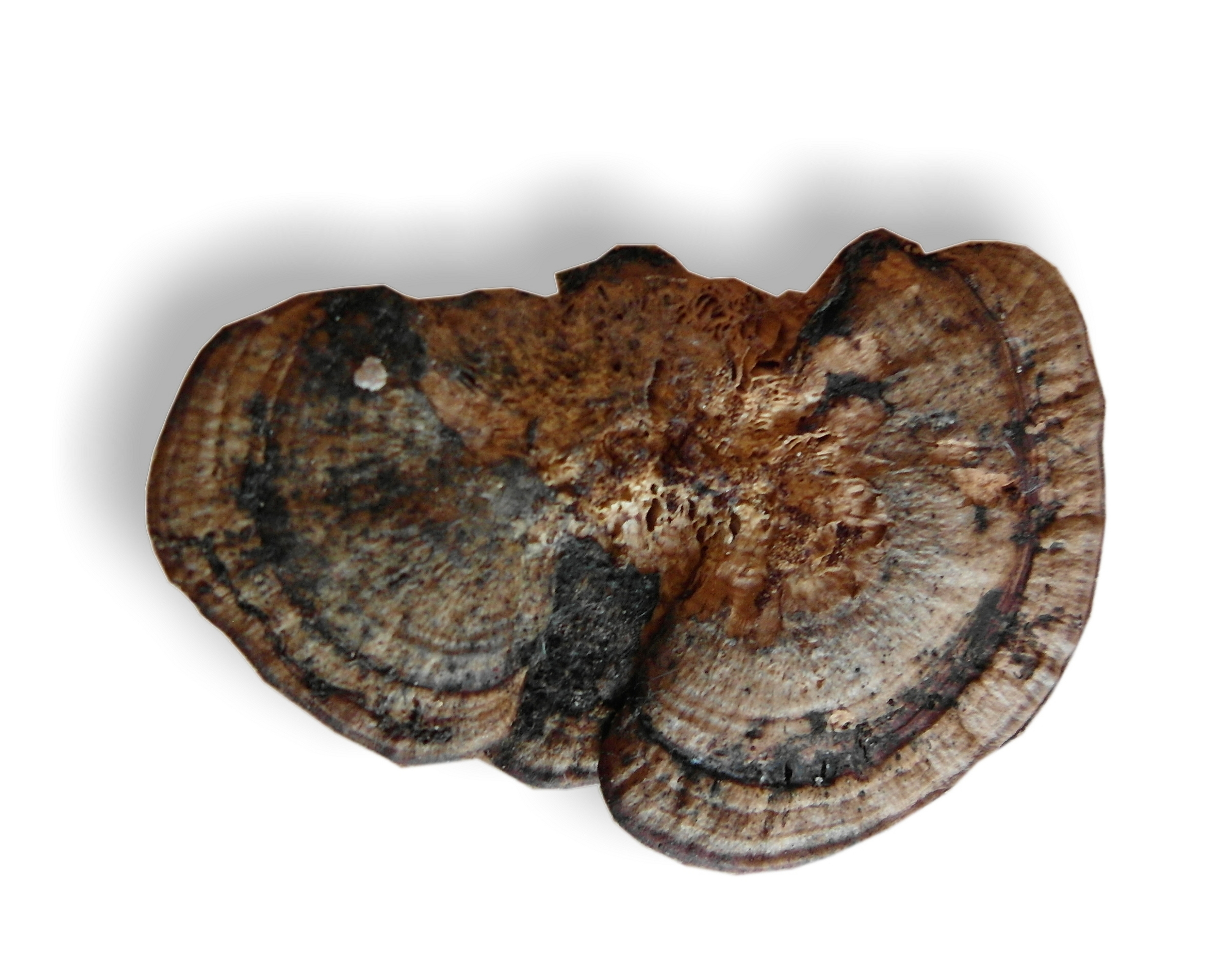
Lenzites warnieri
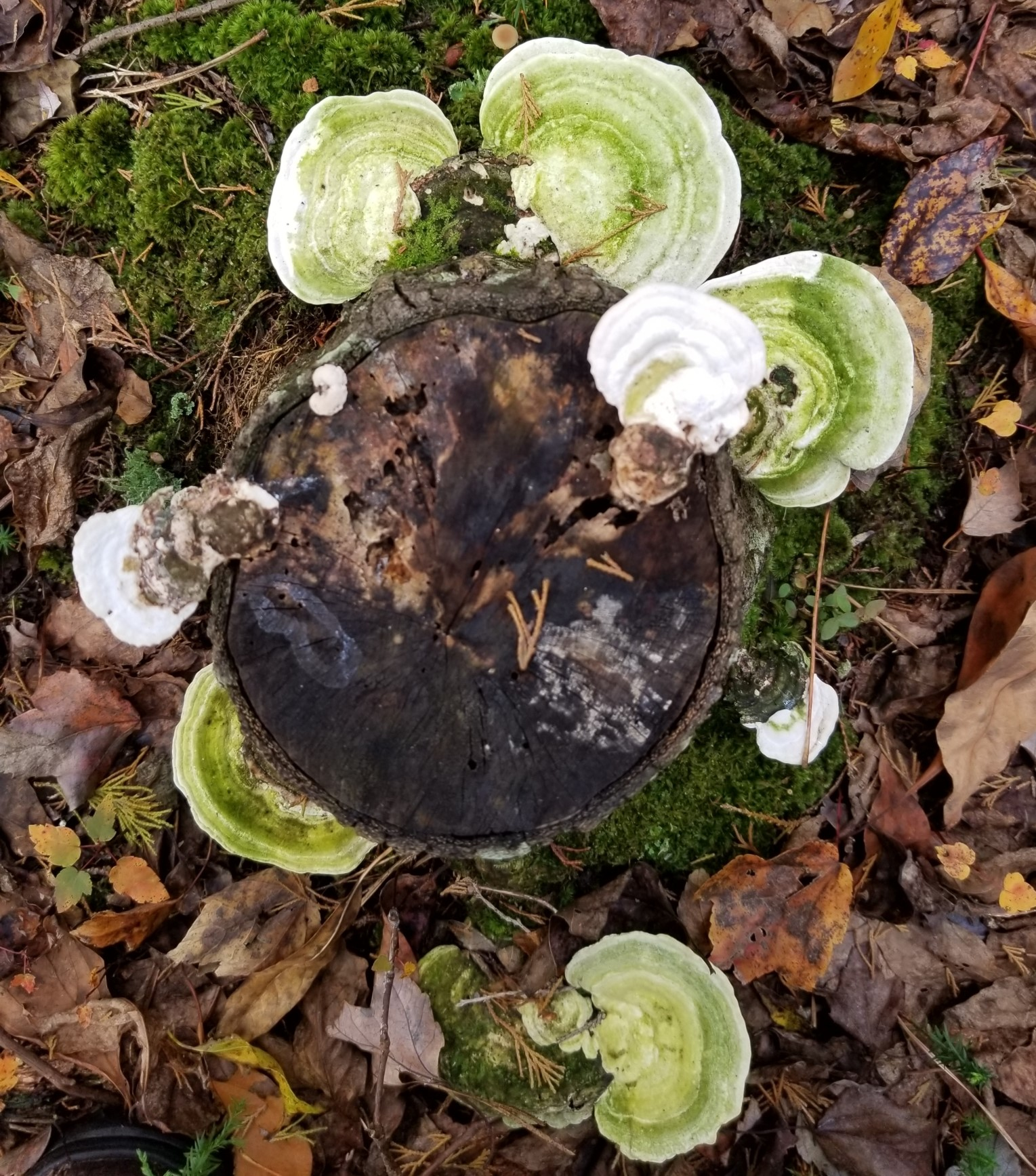
Lenzites elegans